# Nodeul (metropolitana di Seul)
Nodeul (노들역 - 鷺들驛, Nodeul-lyeok ) è una stazione della metropolitana di Seul servita dalla linea 9 della metropolitana di Seul e si trova nel quartiere di Dongjak-gu, a Seul.

## Linee
Metro 9
● Linea 9 (Codice: 918)

## Struttura
La stazione, realizzata sottoterra, è costituita da due banchine laterali protette da porte di banchina. Sono presenti due aree tornelli, a est e ovest, e 5 uscite in totale.
| Direzione Gaehwa       | ● Linea 9 | per Noryangjin, Yeouido, Dangsan, Gimpo Aeroporto e Gaehwa |
| Direzione Sin-Nonhyeon | ● Linea 9 | per Dongjak, Autostazione Extraurbana e Sin-Nonhyeon,      |

## Stazioni adiacenti
| «          | Servizio        | »        |
| Linea 9    | Linea 9         | Linea 9  |
| ---------- | --------------- | -------- |
| Noryangjin | Locale (일반)   | Heukseok |
| Transito   | Espresso (급행) | Transito |